# Fides et Ratio

Brasão pontifício de João Paulo II

Fides et Ratio é a décima segunda Encíclica do Papa João Paulo II, de 14 de Setembro de 1998, e aborda as relações entre a fé e a razão (fides et ratio), que constituem como que as duas asas pelas quais o espírito humano se eleva para a contemplação da verdade.
A encíclica recorda que a fé e a razão foram o objeto de estudos exaustivos por parte de São Tomás de Aquino no século XIII, nomeadamente na sua Suma Teológica. Recorda o trabalho de apropriação pelo Ocidente, dos séculos XII e XIII, da filosofia de Aristóteles, um dos maiores filósofos da Grécia Antiga.
Insiste na importância da filosofia e alerta para os diferentes perigos que são o ecletismo, o historicismo, o cientificismo, o pragmatismo e o niilismo. Indica que o positivismo foi desacreditado pela crítica epistemológica, mas que reaparece sob a forma de cientificismo. Menciona uma persistente mentalidade positivista: "continua a ser, contudo, verdadeiro que uma certa mentalidade positivista continua a acreditar na ideia que, graças às conquistas científicas e técnicas, o homem, como um demiurgo, pode chegar a ser o único plenamente soberano do seu destino."
A encíclica destaca sobretudo os novos desenvolvimentos da filosofia: "a herança do saber e a sabedoria se têm enriquecido em numerosos domínios". A hermenêutica, a lógica, a filosofia da linguagem, a epistemologia, a filosofia da natureza, a antropologia, a análise exaustiva dos meios afetivos do conhecimento, a aproximação existencial da análise da liberdade, indicam que, de acordo com certos pensadores, entramos numa outra época, pós-moderna, mas este termo pode ter significado ambíguo.

## Índice da Encíclica
- Bênção
- Introdução - Conhece-te a ti Mesmo
- Capítulo I: A Revelação da Sabedoria de Deus
- Capítulo II: Credo ut intellegam
- Capítulo III: Intellego ut credam
- Capítulo IV: A Relação entre a Fé e a Razão
- Capítulo V: Intervenções do Magistério em matéria filosófica
- Capítulo VI: Interação da Teologia com a Filosofia
- Capítulo VII: Exigências e tarefas atuais
- Conclusão